# Allsvenskan i handboll för herrar 1941/1942
Allsvenskan i handboll 1941/1942 vanns av Majornas IK.

## Slutställning
| Nr | Lag                   | S  | V  | O | F  | GM  | IM  | MS  | P  |
| -- | --------------------- | -- | -- | - | -- | --- | --- | --- | -- |
| 1  | Majornas IK           | 14 | 10 | 1 | 3  | 198 | 110 | +88 | 21 |
| 2  | IFK Karlskrona        | 14 | 8  | 2 | 4  | 173 | 127 | +46 | 18 |
| 3  | Västerås IK (U)       | 14 | 8  | 1 | 5  | 138 | 125 | +13 | 17 |
| 4  | Flottans IF Stockholm | 14 | 6  | 3 | 5  | 111 | 121 | −10 | 15 |
| 5  | Redbergslids IK       | 14 | 6  | 1 | 7  | 114 | 141 | −27 | 13 |
| 6  | SoIK Hellas           | 14 | 5  | 2 | 7  | 104 | 125 | −21 | 12 |
| 7  | IFK Kristianstad      | 14 | 5  | 0 | 9  | 127 | 142 | −15 | 10 |
| 8  | IFK Ystad (U)         | 14 | 3  | 0 | 11 | 97  | 171 | −74 | 6  |

## Skytteligan
|   | Spelare             | Lag            | Antal mål |
| - | ------------------- | -------------- | --------- |
| 1 | Gustaf-Adolf Thorén | Majornas IK    | 52        |
| 2 | Åke Ericsson        | IFK Karlskrona | 31        |
| 3 | Sture Andersson     | IFK Ystad      | 29        |
| 4 | Sven Jönsson        | IFK Karlskrona | 28        |
| 5 | Karl-Erik Johansson | Västerås IK    | 27        |

- Källa: [1]